# ISTJ (album NCT Dream)
ISTJ – trzeci album studyjny NCT Dream – podgrupy południowokoreańskiego boysbandu NCT. Został wydany 17 lipca 2023 roku przez SM Entertainment za pośrednictwem Kakao Entertainment. Album składa się z 10 utworów i jest promowany singlami „Broken Melodies” oraz „ISTJ”.

## Tło wydania
13 czerwca 2023 roku SM Entertainment ogłosiło, że NCT Dream powróci z nowym albumem studyjnym pt. ISTJ 17 lipca, czyli siedem miesięcy po wydaniu poprzedniego albumu Candy. Album jest także zwieńczeniem trasy koncertowej grupy The Dream Show 2: In A Dream.  Potwierdzono, że ISTJ ma 10 utworów, w tym główny singiel „Broken Melodies”, który ukazał się 19 czerwca. NCT Dream rozpoczęło promocję ISTJ wykonaniem „Broken Melodies” w programach muzycznych takich jak M Countdown, Music Bank, Show! Music Core i Inkigayo. Zapowiedź i teledysk do piosenki „Poison” ukazały się 7 lipca. Utwór tytułowy „ISTJ”, będący drugim singlem, został wydany tego samego dnia, co album. Do piosenki został stworzony kolorowy teledysk, który przenosi członków grupy do „Świata MBTI”.
Nazwa albumu odnosi się do jednego z 16 wskaźników typów osobowości Myersa-Briggsa, który jest charakteryzowany przez introwertyzm, zmysłowość, myślenie i osąd.

## Kompozycja
Pierwszy utwór i tytułowy singiel „ISTJ” to hiphopowa piosenka taneczna, wyrażająca chęć odejścia od stereotypów dotyczących typów osobowości MBTI. Konkretnie piosenka jest napisana z perspektywy osoby ENFP i skierowana do osoby o przeciwnym typie osobowości ISTJ. Drugi utwór, który jest głównym singlem, to „Broken Melodies” to uroczysta piosenka popowa, której towarzyszy teledysk przedstawiający rozmowy w budce telefonicznej i przedstawiający zmagania w długotrwałym związku. „Yogurt Shake” to słodka, melodyjna piosenka charakteryzująca się harmonijnym wokalem.  Piąty utwór, „Blue Wave”, to pogodny i rytmiczny utwór popowy, stanowiący kontynuację „Dive in You”, utworu z poprzedniego albumu, Hot Sauce''. „Poison” to zmysłowa piosenka R&B, przekazująca sprzeczne uczucia miłości, natomiast „SOS” to potężna piosenka taneczna w stylu hip-hopowym, charakteryzująca się dźwiękami syntezatorów. „Pretzel” to futurystyczny utwór hiphopowy z udziałem syntezatorów elektronicznych, a „Starry Night” zawiera dźwięki gitary akustycznej i beaty trapowe. Ostatnia piosenka z albumu „Like We Just Met” to powolna ballada napisana przez wszystkich członków grupy i wyraża pragnienie grupy, aby pozostać ze swoimi fanami na zawsze.

## Odbiór komercyjny
17 lipca liczba przedpremierowych zamówień albumu przekroczyła 4,2 miliona kopii, ustanawiając nowy rekord dla NCT Dream. W pierwszym tygodniu po premierze album sprzedał się w ponad 3,65 miliona kopii, stając się trzecim najlepiej sprzedającym się albumem w pierwszym tygodniu w historii w Korei Południowej. Był to także trzeci największy tydzień sprzedaży albumów w Korei Południowej, zgodnie z danymi sprzedaży na liście Hanteo Chart. W Stanach Zjednoczonych utwór „Blue Wave” stał się pierwszym numerem jeden NCT Dream na liście Billboard's Hot Trending Songs.

## Lista utworów
| CD  | CD                                | CD                                                                    | CD                                                                            | CD                                | CD      |
| Nr  | Tytuł utworu                      | Tekst                                                                 | Kompozycja                                                                    | Aranżacja                         | Długość |
| --- | --------------------------------- | --------------------------------------------------------------------- | ----------------------------------------------------------------------------- | --------------------------------- | ------- |
| 1.  | „ISTJ”                            | Kenzie                                                                | Kenzie, Ronny Svendsen, Adrian Thesen, Anne Judith Wik, Bobii Lewis           | Kenzie, Ronny Svendsen, Pizzapunk | 3:05    |
| 2.  | „Broken Melodies”                 | Bang Hye-hyun (Jam Factory), Park Tae-won, Anne Judith Wik, Sevn Dayz | Ronny Svendsen, Adrian Thesen, Anne Judith Wik, Sevn Dayz                     | Ronny Svendsen, Pizzapunk         | 3:46    |
| 3.  | „Yogurt Shake”                    | Wutan                                                                 | Jayrah Gibson, Adrian Mckinnon, John Fulford, JT Roach, Timothy 'Bos' Bullock | Bullock                           | 3:17    |
| 4.  | „Skateboard”                      | Suan (153/Joombas)                                                    | Sebastian Thott, Alex Karlsson, Didrik Thott                                  | S. Thott                          | 3:06    |
| 5.  | „Blue Wave” (kor. 파랑)           | Jo Yoon-kyung                                                         | Brandon Arreaga, Edwin Honoret, Gino the Ghost                                | Arreaga                           | 3:10    |
| 6.  | „Poison” (kor. 모래성)            | Jang Jung-won (Jam Factory)                                           | Ludvig Evers, Jonatan Gusmark, Bobii Lewis, Parker Ighile                     | Moonshine                         | 3:32    |
| 7.  | „SOS”                             | Rick Bridges                                                          | 1-800-Rudeboy, Je'Juan Antonio, Jordain Johnson, Hautboi Rich                 | 1-800-Rudeboy                     | 2:59    |
| 8.  | „Pretzel (♡)”                     | Jang                                                                  | Ludwig Lindell, Chris Meyer, Pontus 'Oneye' Kalm                              | Lindell, Kalm                     | 3:25    |
| 9.  | „Starry Night” (kor. 제자리 걸음) | Jang Eun-jung                                                         | HRDR, Justin Reinstein                                                        | HRDR                              | 3:10    |
| 10. | „Like We Just Met”                | Mark, Renjun, Jeno, Haechan, Jaemin, Chenle, Jisung                   | Allegro, Dan Johnson, Robbie Jay, Mark, Jeno, Jaemin                          | Allegro                           | 3:29    |

## Notowania
| Lista                                 | Pozycja |
| ------------------------------------- | ------- |
| Australian Albums (ARIA)              | 20      |
| Belgian Albums (Ultratop Flanders)    | 119     |
| Belgian Albums (Ultratop Wallonia)    | 46      |
| French Albums (SNEP)                  | 16      |
| German Albums (Offizielle Top 100)    | 46      |
| Hungarian Physical Albums (MAHASZ)    | 12      |
| Japanese Albums (Oricon)              | 2       |
| Japanese Combined Albums (Oricon)     | 2       |
| Japanese Hot Albums (Billboard Japan) | 2       |
| New Zealand Albums (RMNZ)             | 30      |
| South Korean Albums (Circle)          | 1       |
| Spanish Albums (PROMUSICAE)           | 28      |
| Swiss Albums (Schweizer Hitparade)    | 80      |
| US Billboard 200                      | 28      |
| US World Albums (Billboard)           | 4       |

## Sprzedaż
| Kraj             | Sprzedaż  |
| ---------------- | --------- |
| Korea Południowa | 4 290 403 |
| Japonia          | 98 417+   |